# Yoro-Samba Bougoulou
Yoro-Samba Bougoulou est une  commune rurale de la préfecture de Nana-Mambéré, en République centrafricaine. 

## Géographie
La commune de Yoro-Samba Bougoulou s’étend au sud de la ville de Baoro, elle est limitrophe de la Mambéré-Kadéï. Elle occupe la rive droite de la rivière Lobaye qui la sépare de la commune de Bawi-Tédoa. 
|                 | Doaka-Koursou        |            |
| Zotoua-Bangarem | Yoro-Samba Bougoulou | Bawi-Tédoa |
| Carnot          | Gadzi                |            |

## Villages
Les plupart de villages sont situés sur l’axe Baoro-Carnot, route nationale RN11 et sur l’axe parallèle Paté-Kagamabéré-Carnot. Les villages principaux sont : Samba Bougoulou, Paté, Bayanga Didi, Yoro Gbaya et Kagamabéré.
La commune compte 32 villages en zone rurale recensés en 2003 : Abbo, Balamboussa, Balembe, Batoko, Bayanga Bode, Bayanga Didi Gbaya, Bayanga-Didi Haoussa, Bogali, Dankoli, Faya-Dangsi, Igoe, Kakamabere, Kamba, Kota Mokondzi, Kpokorta, Nguerenguere, Pate Bonambolo, R.C.A1, R.C.A2, Samba Bougoulou, Samba2, Samba3, Samba4, Senaforo, Wanou, Yazoro, Yoro2, Yoro-Gbaya, Zabo, Zaoromandja, Zawa, Zougbe.

## Éducation
La commune compte une école publique à Bayanga Bodé et une école privée à Samba Bougoulou. 

## Santé
La commune située dans la zone sanitaire de Bouar-Baoro dispose d’un centre de santé à Bayanga Didi et d’un poste de santé à Samba Bougoulou.